# Torre Realia BCN
La Torre Realia BCN és un gratacel situat a la Plaça d'Europa de l'Hospitalet de Llobregat.

## Història i descripció
Projectada pels arquitectes Toyō Itō i Fermín Vázquez (b720) i completada el 2009, té 24 pisos i una alçada de 112 m.
Comparteix sòcol amb l'hotel Porta Fira, amb el que dialoga a partir de la forma vermella sinuosa de la façana que reflecteix la forma general de l'hotel.